# Comitativo
Il comitativo è un caso di alcune lingue ugro-finniche.

## Nel finlandese
Nella lingua finlandese il comitativo indica compagnia, unione.
Il caso viene creato tramite la desinenza -ine- seguita eventualmente dal suffisso possessivo. Il comitativo viene usato solo al plurale, anche per indicare termini al singolare. I sostantivi richiedono sempre il suffisso possessivo. 
Nel finlandese odierno il comitativo viene usato raramente, in pratica solo in vecchi detti o frasi introduttive; il caso viene infatti spesso sostituito con la posposizione kanssa ("con", "insieme a") preceduta dal termine a cui si riferisce in caso genitivo: hän tuli lapsineen → hän tuli lapsensa kanssa ("è venuto con il figlio") oppure lastensa kanssa ("è venuto con i figli").
Esempi:
- Johtaja Metsänen tuli kotiin salkkuineen: "il direttore Metsänen è arrivato a casa con la borsa"
- Pekka ja Mikko saapuivat rikollisten linnakkeeseen miekkoineen: "Pekka e Mikko giunsero alla fortezza dei nemici muniti di spada/e"
- Tohtori Virtanen puolisoineen: "il dottor Virtanen e consorte"

Le frasi di uso comune in cui si trova il comitativo sono generalmente frasi introduttive:
- vaimoineen ja lapsineen: con moglie e figli (notare che moglie è comunque al plurale)
- perheineen: "con la famiglia"
- Helsinki ympäristöineen: "Helsinki e dintorni"
- talo irtaimistoineen: "casa e mobili"
- hakemus liitteineen: "richiesta con allegato"

## Nell'estone
Nella lingua estone il caso comitativo indica lo stare insieme, l'uso di un oggetto, un intervallo di tempo, o il possesso. Alcuni verbi reggono il comitativo, ad esempio harjuda, rahul ola e tutvuda. Il caso comitativo si costruisce con la desinenza ga.
Esempi:
- Ma sõidan linna bussiga: "vado in città con l'autobus"
- Tahan reisile sinuga: "voglio fare un viaggio con te"